# Mexerion
Mexerion là một chi thực vật có hoa trong họ Cúc (Asteraceae).

## Loài
Chi Mexerion gồm các loài: